# 紀古麻呂
紀 古麻呂（き の こまろ）は、飛鳥時代の貴族。御史大夫・紀大人の子。官位は正五位下・式部大輔。

## 経歴
慶雲2年（705年）新羅貢調使・金儒吉を迎えるための騎兵大将軍に任じられる（この時の位階は正五位上）。没年は明らかでないが、享年59。最終官位は式部大輔正五位下。
『懐風藻』に漢詩作品2首が採録されている。

## 系譜
- 父：紀大人[3]
- 母：不詳
- 妻：不詳
  - 長男：紀飯麻呂[3]（690?-762）